# 白旗

白旗

降伏の白旗のイメージ

無地の白旗

白旗（しろはた、しらはた、はっき）は、広義では無地で白色の旗を指す。

## 概要
近代以前の社会においては、日本の武士集団にこれを軍旗とする例が見られ、近代以降でもフランス海軍における軍艦旗としての使用例がある。
また18世紀末のフランス革命期に始まる王党派や、あるいは共産主義の赤色に対する反共主義の旗も白旗であった。
しかし、近代以降に成立した国際社会にほぼ共通する認識では、戦時国際法に基づき、戦争において交戦対象にあたらないことを、相手に知らせるための表明手段としての旗の一つであり、停戦交渉や降伏の際に用いられるものである。しばしば誤解されがちだが、あくまで非交戦状態であることを表明する物であり、降伏の宣言と言う訳ではない。また逆に敵に対して降伏を促す使者も白旗を用いて相手方に出向く。
赤旗と組にして使用すると、手旗信号になる。

## 軍の白旗

### 日本の武士の旗

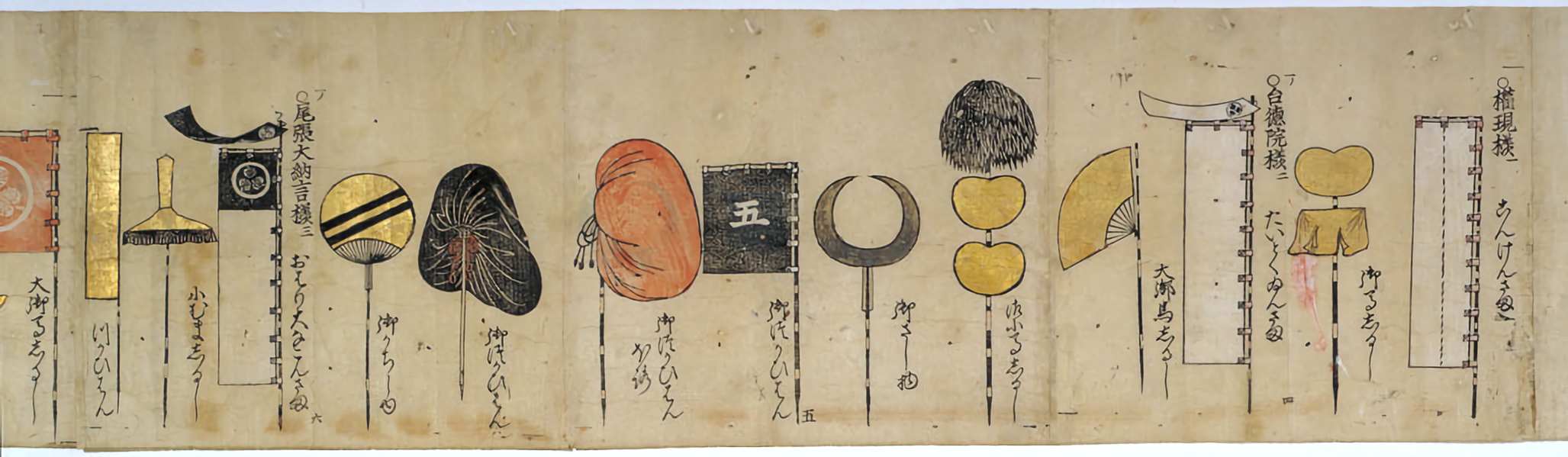
右から一番目が徳川家康の、三番目が徳川秀忠の白旗の幟。実際には複数が掲げられていた。

#### 源氏の白旗
古代日本の最末期において、武家社会に並び立つ源氏と平家が戦った源平合戦では、白旗は源氏の旗印であった（それに由来する白旗神社が各地にある）。対する平家（伊勢平氏）は赤旗（紅旗）を用いており、これをもって日本で「紅白」は対抗する図式の象徴色の一つとなった。
ここから発展して今日では、小学生児童の体育着の紅白2グループに分けるためのリバーシブル・デザイン（紅白帽）、および、運動会での紅白に分かれたチーム対抗競技、あるいは、テレビ番組の『紅白歌合戦』など対抗形式の催し物、その他諸々の習俗的一面を形成するに至っている。

#### 白旗一揆
南北朝時代から室町時代にかけての関東で武士団が起こした白旗一揆では、旗印として白旗が掲げられた。

#### 総白の旗
日本の戦国時代の軍旗のなかにも総白の旗として例が見られる。これは徳川家康や後藤基次などの武将が使用したとされている。ただし家康のそれは源氏の家系を主張するものとして用いられた。

#### 西進の白旗
上泉信綱伝の『訓閲集』（大江家兵法書を戦国風に改めた兵書）巻二「備え與」内の「旗本備えの法」の記述として、「備えの右先に赤旗、左先に青旗、右後に白旗、左後に黒旗、中央は黄旗。主将が青旗を挙げれば、先手東に進軍し、赤なれば南、白なれば西、黒なれば北と色に従う。これを五方の旗という」とあり、五色（五行思想）に基づき、部隊を動かすのに色旗で指示し、白旗は西進を意味した。

### フランスの軍艦旗

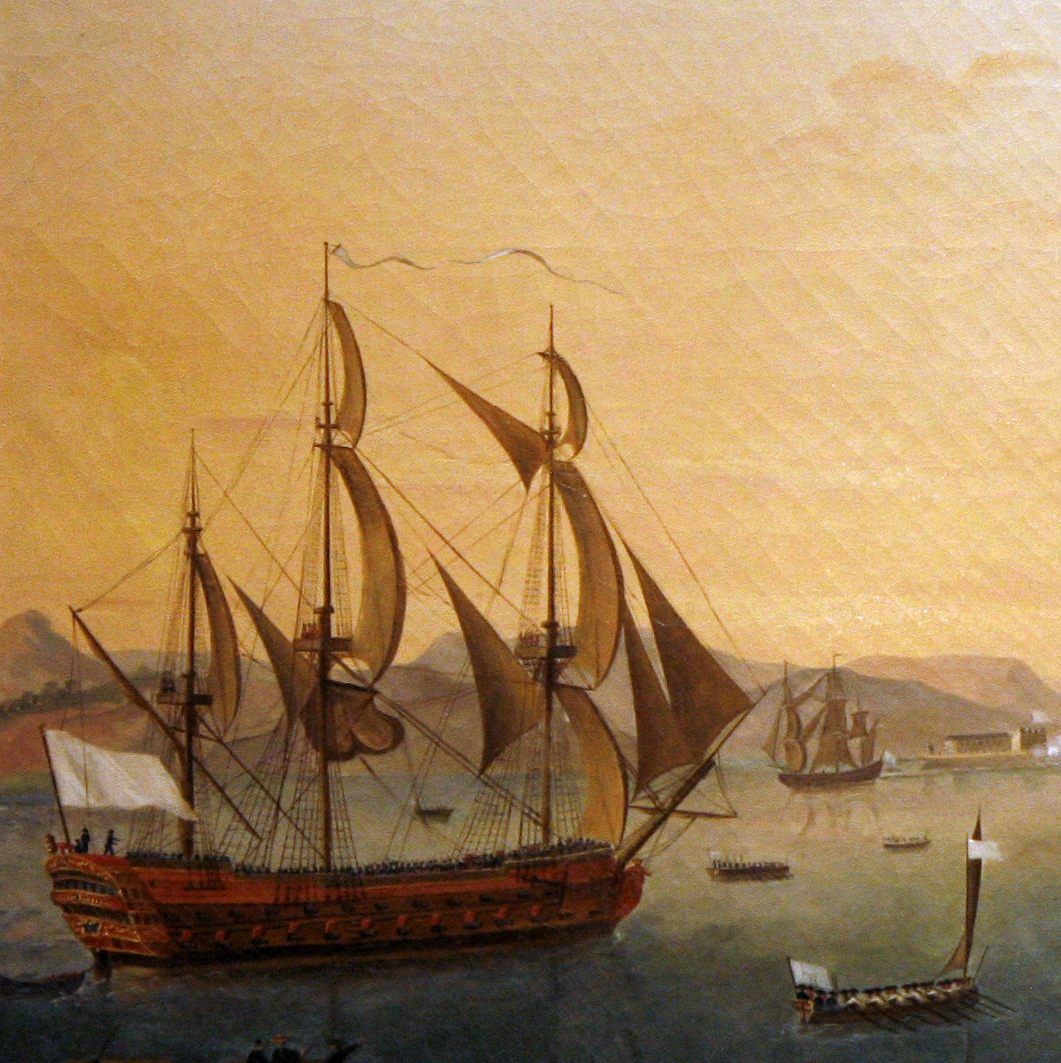
マルティニーク島の海戦におけるフランス海軍の軍艦旗としての白旗

帆船時代のフランス海軍において白旗は軍艦旗として使用されていた。右に示した画像は、英仏間で1780年に勃発したマルティニーク島の海戦を描いた同名の絵画（オーギュスト・ロッセル・ド・セルシー〈en:〉筆）を一部拡大したものであるが、この絵を観れば、多くの白旗が軍艦旗として掲げられているのが分かる。

## 政治思想の白旗

### 王党派の白旗
1789年に市民階級（ブルジョワジー）が起こしたフランス革命の如き市民革命に対し、自由主義を掲げる市民（citoyen）に対抗して君主制と貴族制を維持しようとするフランス国内及びヨーロッパやアメリカ大陸の各国の王党派は政治的に一貫している訳ではなかったが、三色旗（トリコロール）を象徴としていた革命派に対し、フランス王国のブルボン朝の白百合紋章（フルール・ド・リス）に因んだ白旗を統一的象徴として王党派としての団結を遂げた。

ルイ14世 (フランス王)治下のブルボン朝フランス王国のフルール・ド・リスが描かれた白旗。
ブルボン朝フランス王国のフルール・ド・リスが描かれた白旗。
フランス革命期のフランス王党派の白旗。
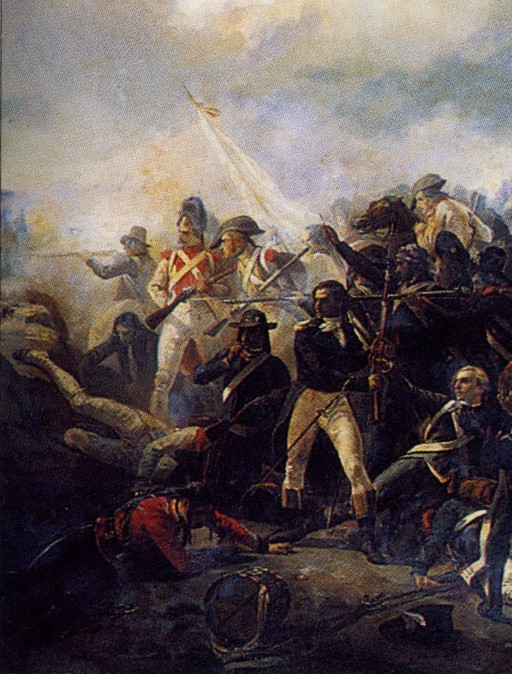
フランス革命戦争の最中にフランス王党派軍が掲げた白旗。
フランス復古王政期（1814年 - 1830年）のフランスの国旗。

### 反共主義の白旗
18世紀末のフランス革命の後にも、20世紀のロシア革命の際に、社会主義・共産主義の革命勢力（赤軍など）が掲げた赤旗に対する意味で反共主義を標榜する白軍などが白旗を掲げた。

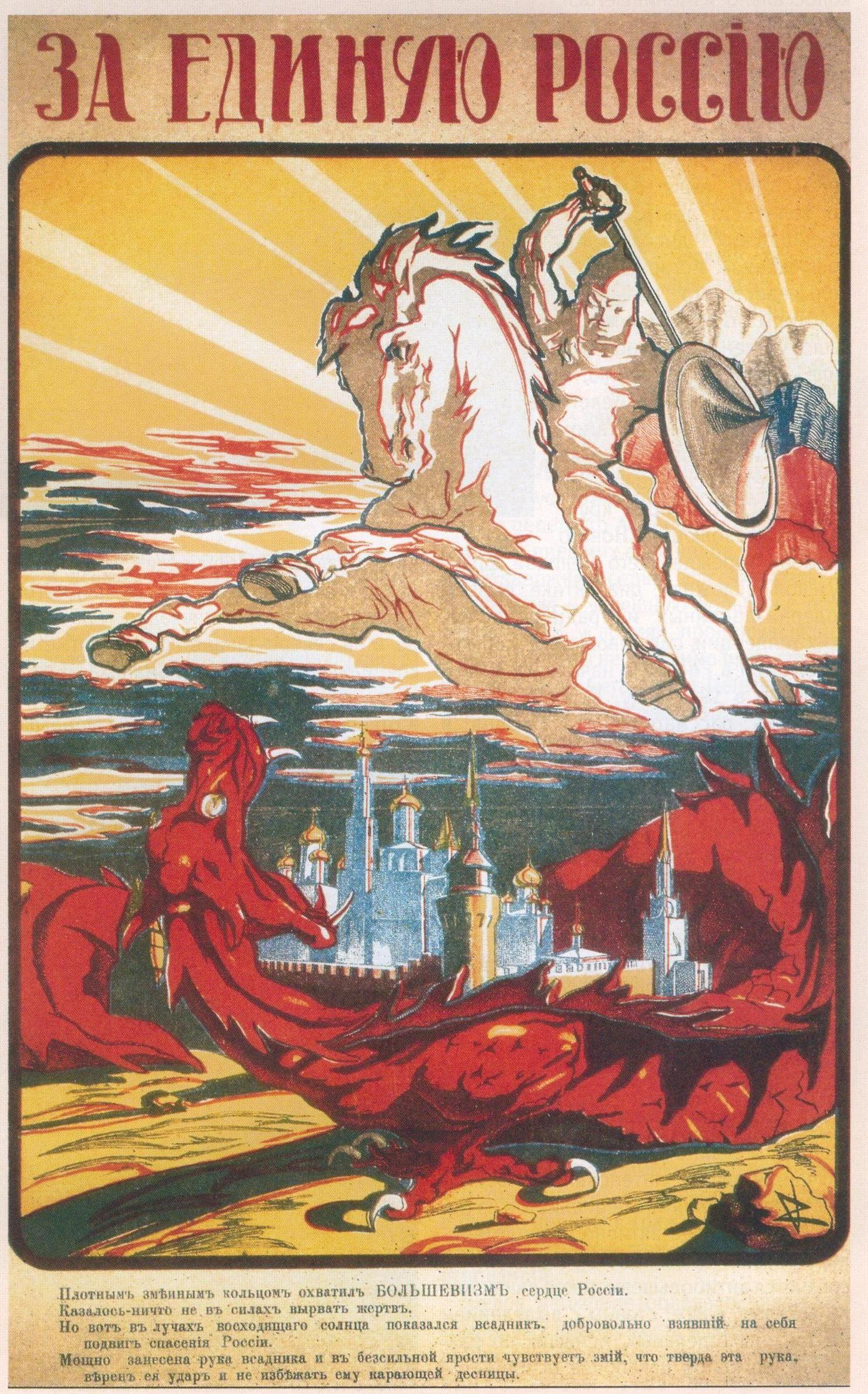
ロシア内戦時の白軍のプロパガンダ・ポスター。白い騎士が赤い龍を制している。
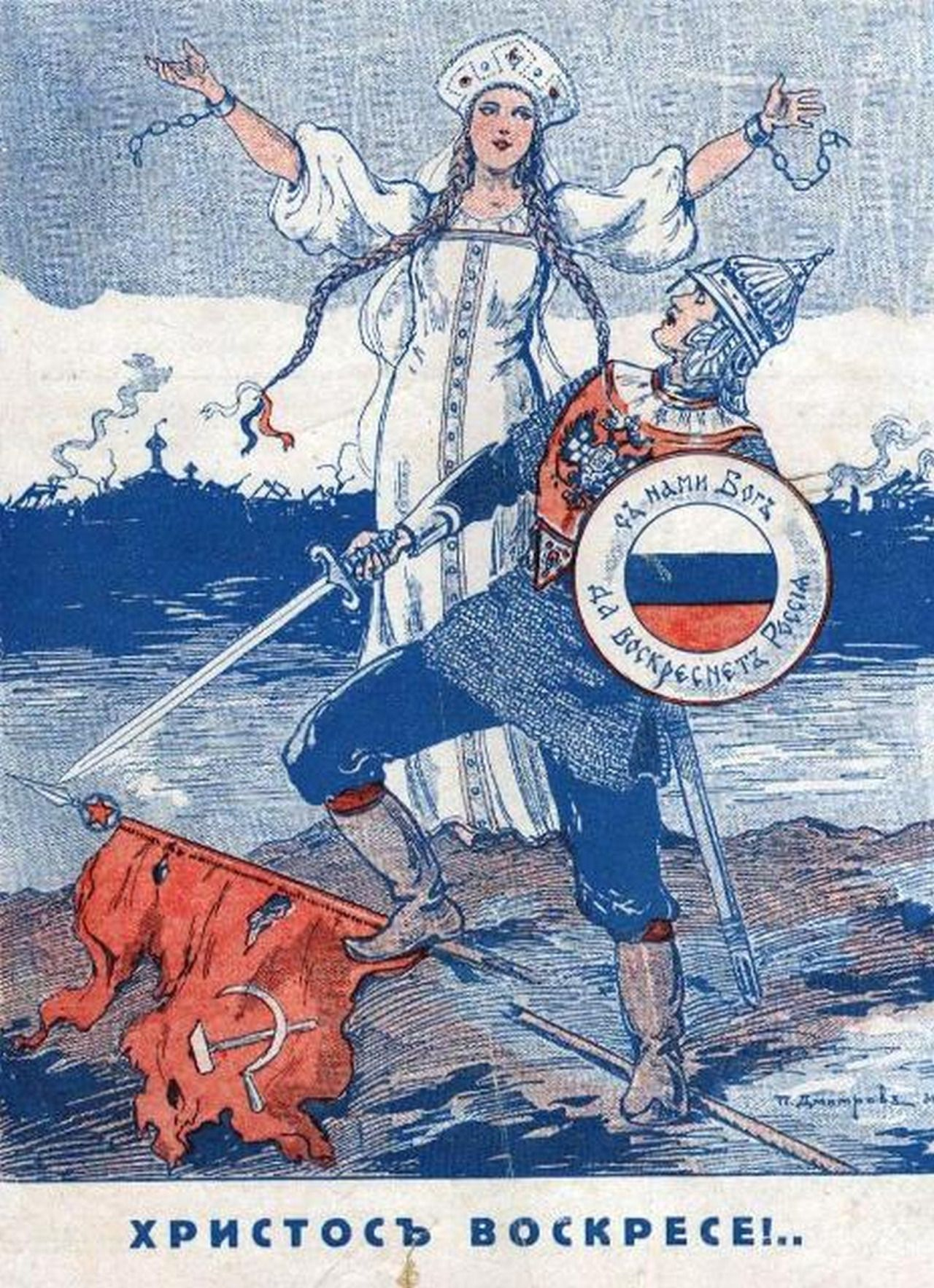
1932年頃に白系ロシア人が制作したプロパガンダ・ポスター。鎌と槌が描かれた赤旗が騎士に踏みにじられている。

## 戦意無き白旗

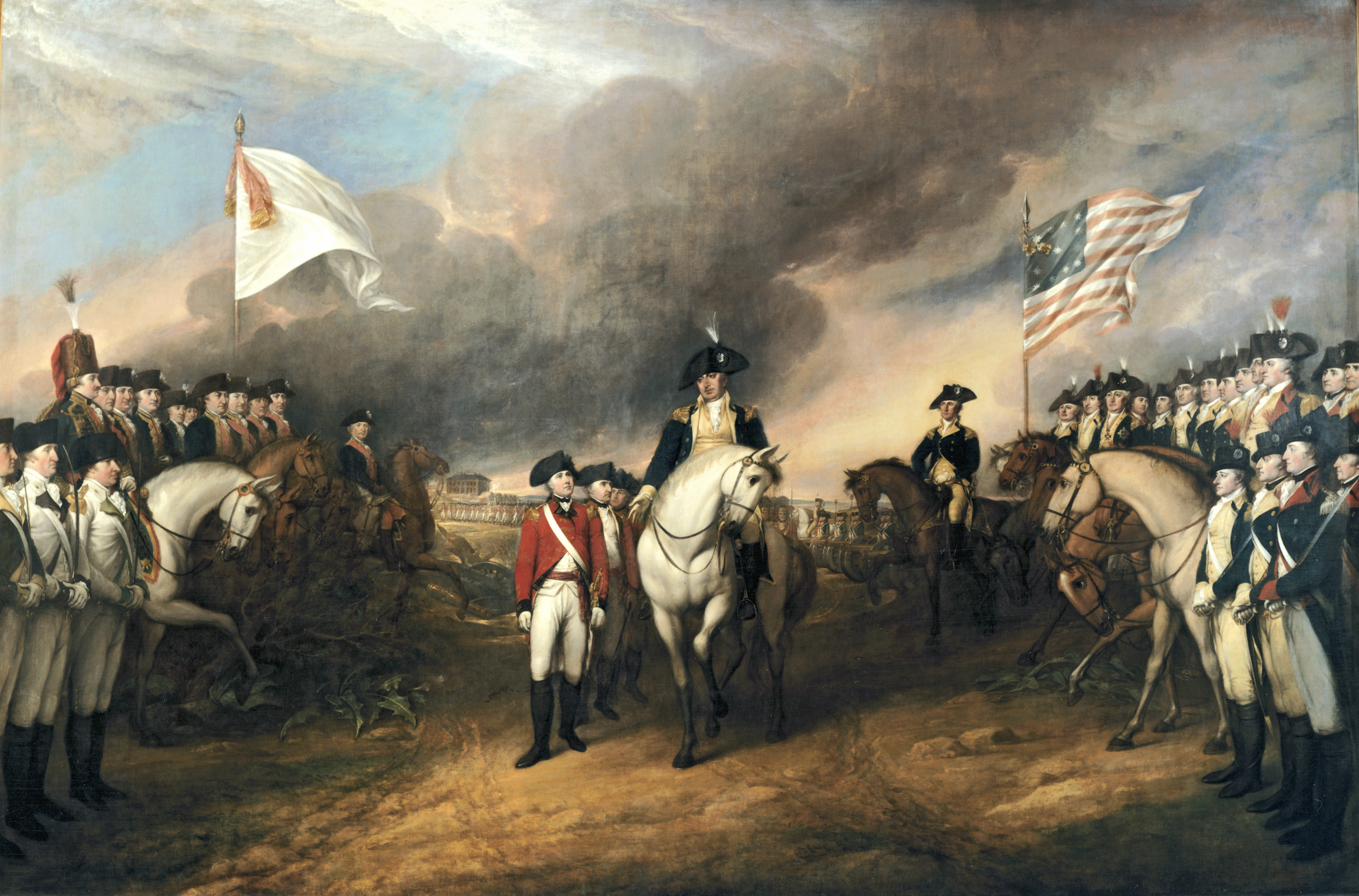
アメリカ独立戦争中の1781年、ヨークタウンの戦いにおけるイギリス軍・コーンウォリス将軍の降伏（1797年、ジョン・トランブル〈en:〉画）。向かって左手に敗軍の白旗、右手に勝利したアメリカ側・大陸軍の星条旗が掲げられている。

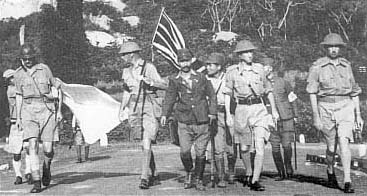
太平洋戦争中の1942年、シンガポールの戦いにおけるイギリス陸軍・パーシヴァル中将の降伏。ユニオン・ジャックと共に白旗を掲げ、日本陸軍の軍使に導かれ降伏・休戦交渉に赴く。

### 発祥
降伏目的での白旗の使用は、西暦25-205年の中国･後漢時代で始まったと考えられていたが、実際にはもっと古い可能性がある。
古代ローマの歴史家タキトゥスが記した『同時代史』第3巻31には、西暦69年の第二次クレモナの戦いにおいて敗れたウィテッリウス側の将兵が降伏の意志を示すためオリーブの枝と共に白旗を掲げたことが記述されている。当時のローマでのより一般的な降伏方法は、自らの盾を頭の上に載せる方法で、古代世界の東西で降伏方法が独自に見出されたと考えられる。
白旗の使用が選ばれた理由は、古代世界においての調達のし易さから選ばれたと考えられる。旗の研究をしている旗章学者達は、多くの旗がカラフルに色が付けられているのとは対照的であることも指摘している。

### 風土記の「白幡」
『常陸国風土記』の行方郡のくだりには、降伏の意図で「白幡」を掲げたという記述が見られる。芸都の郷でヤマトタケルが当地のまつろわぬ民、キツヒコとキツヒメを平定した時、ヤマトタケルがキツヒコを即座に斬り殺したのを恐れてキツヒメは「白幡」をかかげ、道に迎えて拝したという。キツヒメはこれによって許され、仕えることになった。おそらくこれが日本の文献では最も古い「降伏の意味での白旗」の出例である。

### 日本書紀の「素幡」
『日本書紀』の景行天皇12年の熊襲の反逆に対しての九州行幸の際に、山口県防府市付近で、現地の女人が素幡（白きぬの旗）を船に立てて降伏の意を表した記述の他、神功皇后の新羅到着の際も新羅王は「東に日本という神国があり、そして天皇という聖王が君臨すると聞く。神兵と戦うことはできない。」と言い「素幡」を上げ自ら降伏したことを伝えている。この表現は古事記にはなく日本古来の風習かは不明で、漢文的表現と考えられる。

### 戦時国際法の白旗
近代以降に成立した国際社会では、戦時国際法に基づいた一つの認識をほぼ全ての文明社会人が共有している。その社会の範疇にあって、白旗は、交戦対象にあたらないことを相手に知らせるための表明手段としての旗の一つであり、使用者を限定しない唯一の旗である。
戦意を維持しない（もはや交戦相手ではない）、降伏の意思があることなどを相手に知らせるための旗である。逆に交戦相手に対し降服を促すための軍使も用いる。また、応用として、敵意を持たない（もともと交戦相手ではない）ことを明示するために使用される場合もある。
さらには、ここから転じて、白い旗を用意できない場合には代用品の使用が認められる。それは平面状で白地の面積が十分に広い物（たとえば白無地の肌着）であれば、相手に理解されることを期待できる。また、正規の白旗であれ代用品であれ、それを左右に振ることは掲げることに増して明確な意思表明と理解される。

#### 軍使旗
1899年の第1回万国平和会議で採択されたハーグ陸戦条約第三章第32条には、白旗を掲げて来た者を軍使とする規定がある。

## その他の白旗

### モータースポーツ

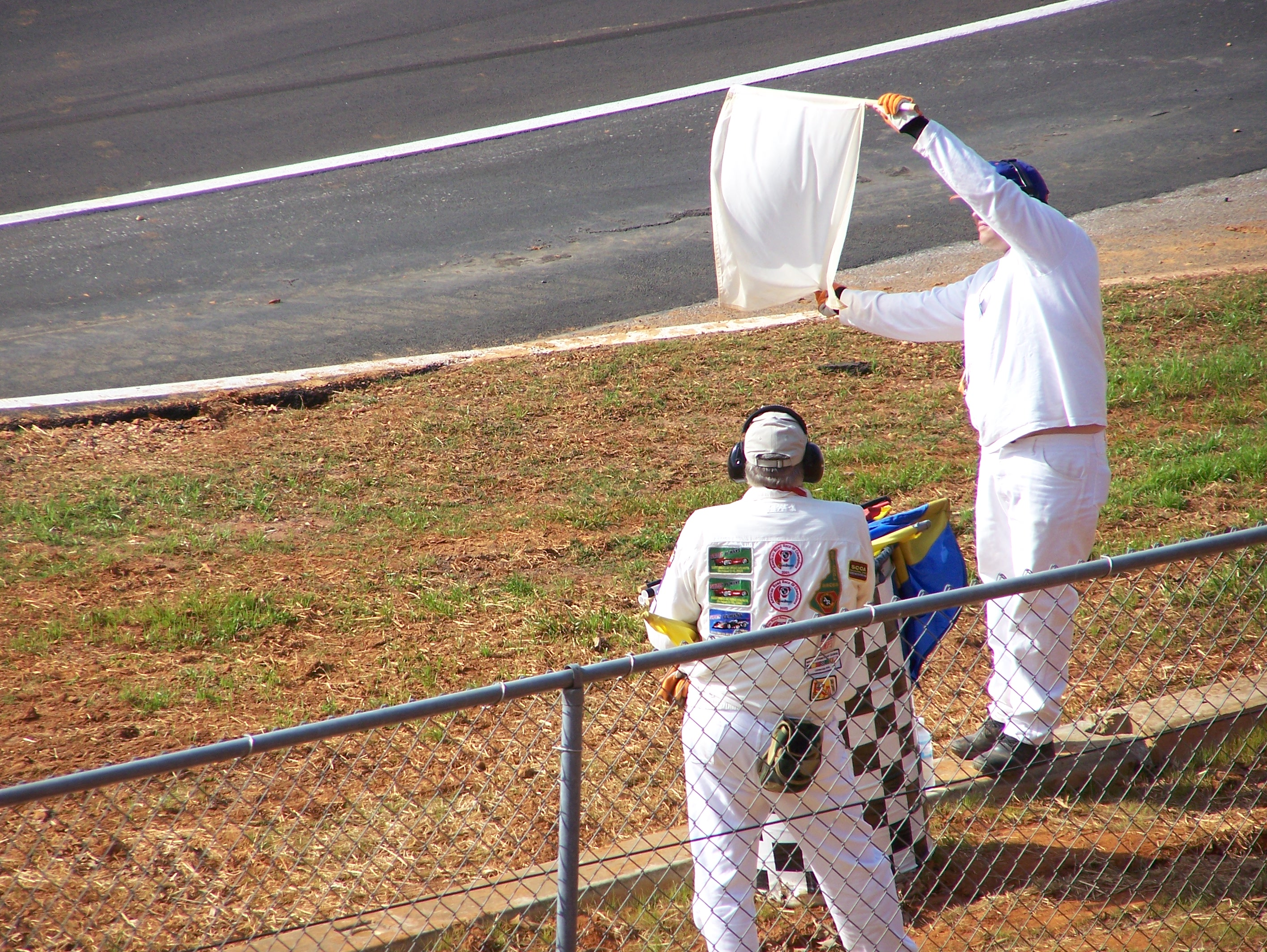
白旗を掲示するマーシャル

白旗はモータースポーツのレース旗としても使用される。
国際自動車連盟（FIA）が主催する自動車競技ではコース上に遅い車がいることを表す旗として使用される。
NASCARでは、レースがファイナルラップに入った事を表すために白旗が振られるケースもある。
インディカー・シリーズでは、この両方の意味を兼ねて使用される。
その他にオフィシャルカー（故障車両を撤去する為のクレーン車、救急車などセーフティカー以外のオフィシャルカー）がコースに入る事を知らせる為に使用されたり、コースオフしたレース車両がコースに復帰する際、初期加速中の為、後続のレーススピードの乗った車が追突事故を起こさないように、それを知らせる為に使用される場合もある。

### 白の意を問う白旗

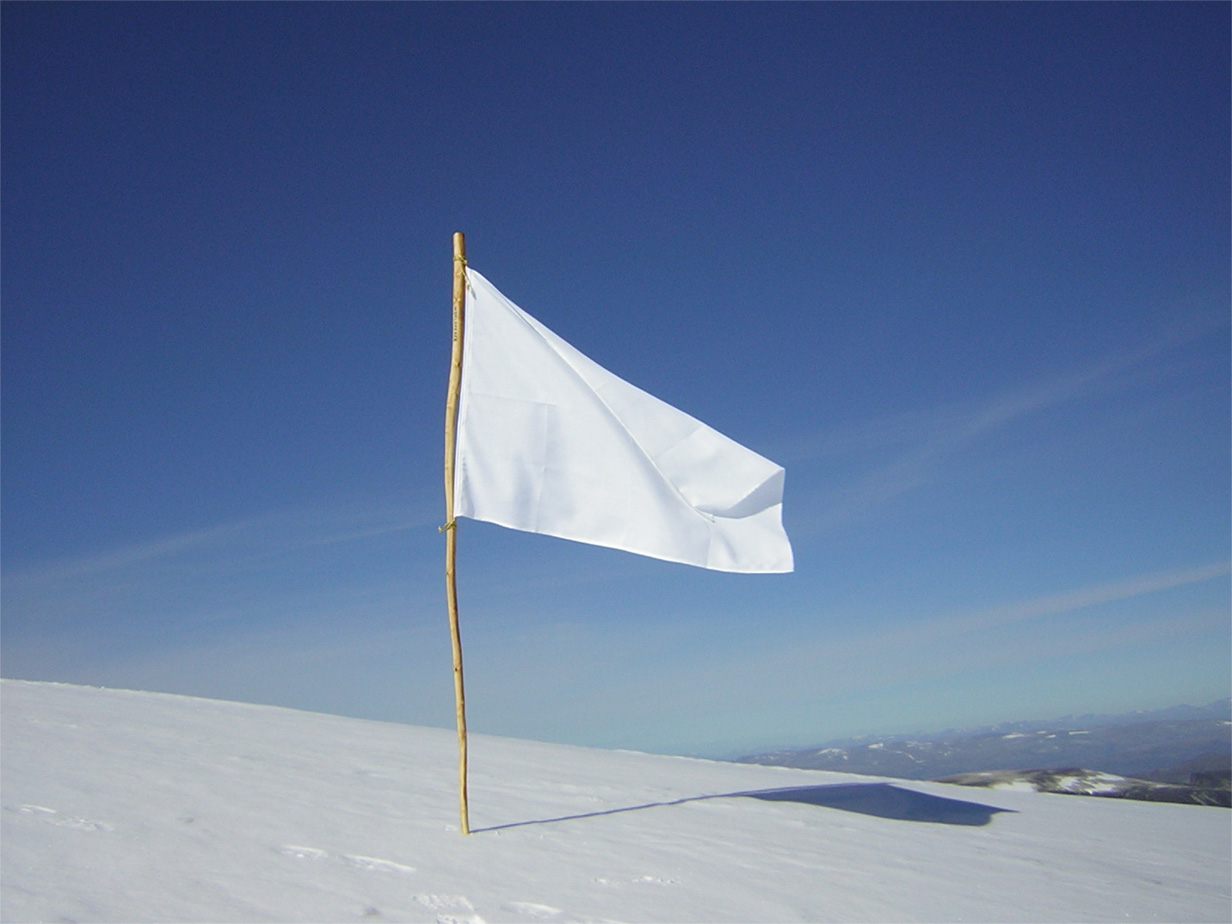
象徴としての白旗

積極行動主義者（活動家）の中には、例えば南極大陸がそうであるように「何ものにも帰属しないもの」を旗の掲揚対象とし、その意を訴求するための象徴物として白い旗を用いる者もいる。
また、独自の解釈で無垢の白旗に何かを象徴させ、芸術的主張を展開する者もいる。

### フィクションでの例
伝説巨神イデオンでの敵勢力であるバッフ・クランでは、「（白く塗り潰すように）相手を地上から一人残らず殲滅する」と言う、最大級の宣戦布告を意味する。